# Vladimir Herzog
Vlado Herzog (Osijek, Croacia, 27 de junio de 1937 - São Paulo, Brasil, 25 de octubre de 1975) fue un periodista y profesor brasileño nacido en Croacia (parte del Reino de Yugoslavia en ese entonces) y naturalizado brasileño.

## Biografía
Hijo de Zigmund y Zora Herzog -matrimonio de judíos que para escapar del nazismo sobornó a un soldado alemán para atravesar la frontera y, al salir de Yugoslavia, fueron abandonados en un hotel y se vieron obligados a atravesar la frontera con Italia, donde vivieron por cuatro años escondidos en una ciudadela del interior. Vlado estudió Filosofía en la Universidad de São Paulo en 1959, y después trabajó en importantes órganos de prensa de Brasil (por ejemplo el diario O Estado de São Paulo, donde cambió su nombre por "Vladimir" envés de Vlado por considerar su nombre original como muy exótico), y tres años en la BBC de Londres. En los '70 asumió la dirección del departamento de periodismo del canal de televisión TV Cultura, de São Paulo. También fue profesor de la Escuela de Comunicación y Arte de la Universidad de São Paulo.
A causa de su trabajo como periodista y su inclinación ideológica comunista, fue llamado a la sede del Comando del Ejército en São Paulo para una declaración, y hallado muerto en la celda que ocupaba, el 25 de octubre de 1975. Si bien oficialmente la causa de su muerte fue suicidio por ahorcamiento, hay prácticamente consenso en la sociedad brasileña acerca de que la verdadera causa fue tortura, sospechándose que funcionarios del Centro de Operaciones de Defensa Interna habrían puesto el cuerpo en la posición encontrada, pues las fotos muestran a Vlado ahorcado. Pero en las fotos divulgadas hay varias inverosimilitudes. Una de ellas es que aparece ahorcado con un cinturón, objeto que los prisioneros en el DOI-CODI no poseían. Además sus piernas están dobladas y en su cuello hay dos marcas de ahorcamiento, lo que demuestra que al parecer murió estrangulado.
Generando una ola de protestas en toda la prensa mundial y movilizando e iniciando un proceso internacional a favor de los derechos humanos en América Latina y en especial en Brasil, la muerte de Herzog dio un fuerte impulso al movimiento por el fin de la dictadura militar en Brasil. El crimen prescribió en 2005, y ahora ningún culpable podrá ser castigado.